# Finstalige Zweden

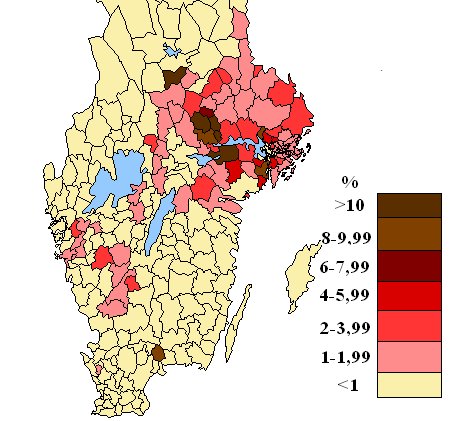
Finstaligen in Zweden, percentages, 2005

De Finstalige Zweden is een minderheidsgroep in Zweden die uit tussen de 300.000 en 500.000 Finstalige Zweden bestaat. Deze moeten niet worden verward met de Zweedstalige Finnen in Finland. 
Er zijn drie groepen Finstaligen in Zweden:
- Tornedalsfinnar, een autochtone groep Finstalige Zweden uit het Tornedal, die daar al woonde voordat Finland onafhankelijk werd. Tegenwoordig zijn zij bijna altijd tweetalig (Zweeds en Fins). Zie verder Meänkieli.
- Finnen die al vóór 1809 naar Zweden emigreerden. De afstammelingen spreken zelden nog Fins. Zij wonen vooral in Dalarna en Värmland. Een deel van deze groep is verder naar Noorwegen getrokken en staat daar bekend als de Bosfinnen (skogfinner).
- Finnen die in verschillende golven vanaf 1809 tot in de jaren 1970 naar Zweden emigreerden. Dit is de meerderheid. Zij wonen vooral in de grote steden in het midden van het land. In de stad Eskilstuna bijvoorbeeld woont, mede door de industrie, een grote Finse gemeenschap. Zij spreken vaak nog Fins, hebben een cultuur- en verenigingsleven dat zich gedeeltelijk in het Fins afspeelt en onderhouden hun familiebanden in Finland.

## Bekende Finstalige Zweden
- Ola Toivonen (1986), Voetballer voor PSV

Vlag van de Finstalige Zweden